# Zhang Fang
Zhang Fang († 306) war ein chinesischer General, welcher Sima Yong unterstand und für den er im Krieg der Acht Prinzen kämpfte.

## Rolle im Krieg der Acht Prinzen
Zhang Fang gilt heutzutage als wahrscheinlich fähigster General im Krieg der Acht Prinzen. Er diente dem Prinzen Sima Yong. Für diesen kämpfte er zunächst gegen den kaiserlichen Regenten Sima Ai. Während der Kämpfe wurde Sima Ai von Soldaten und Offizieren seiner Armee verraten und an Zhang Fang ausgeliefert. Dieser ließ ihn lebendig verbrennen. Später nahm er für Sima Yong die Hauptstadt Luoyang ein. Zhang Fang wird als grausam und gewalttätig beschrieben. Als der Prinz Sima Yue gegen Sima Yong rebellierte, führte Zhang Fang erneut Truppen in diesem Konflikt an, machte jedoch strategische Fehler, die Sima Yue die Oberhand gewinnen ließen. Um einen Frieden mit seinem Konkurrenten zu vermitteln, ließ Sima Yong Zhang Fang ermorden und schickte den Kopf des Generals an Sima Yue. Dieser weigerte sich Frieden zu schließen, behielt aber dennoch Zhang Fangs Kopf.